# 高橋尚子ロード

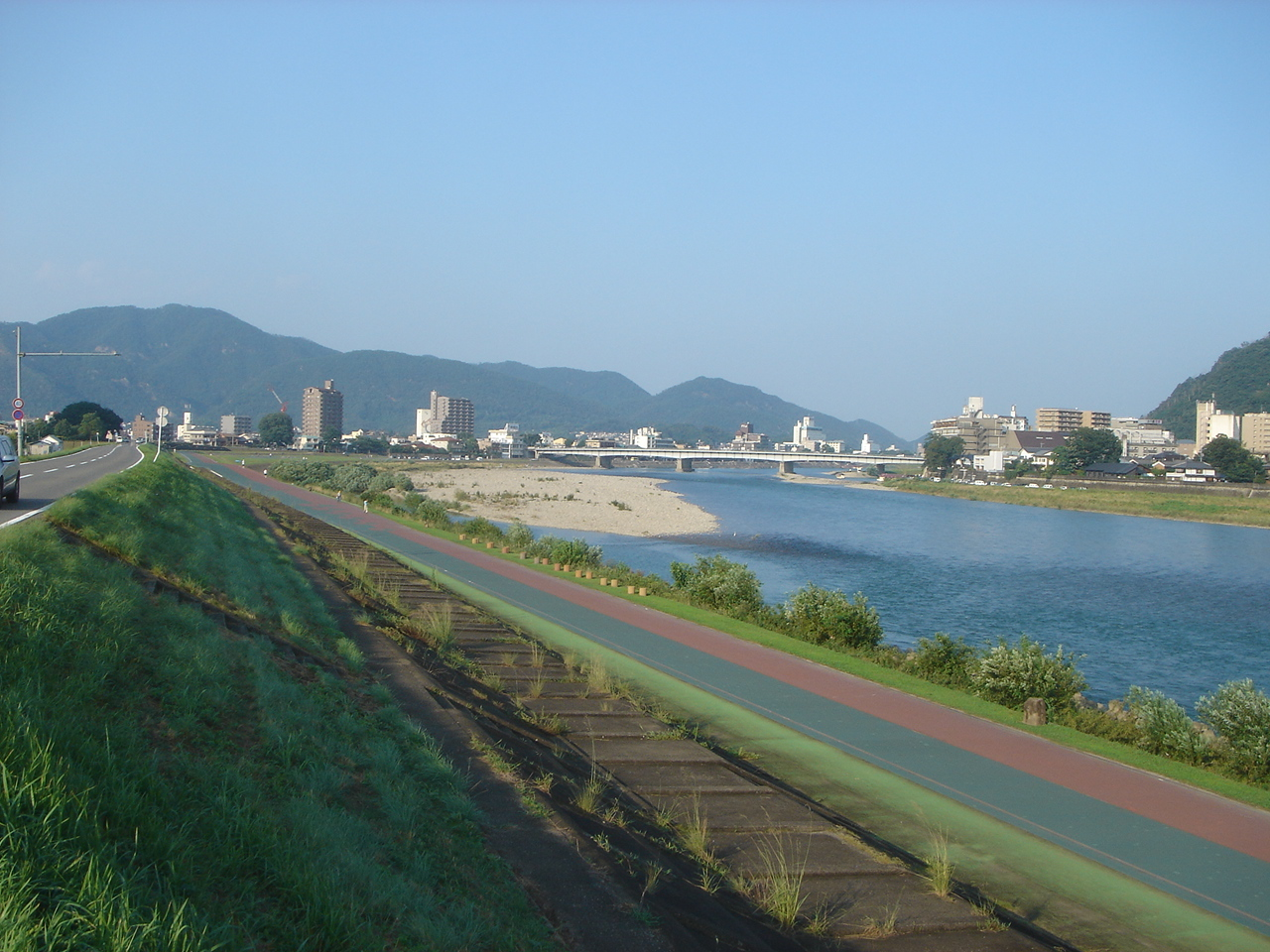
河川敷に整備されたロード。奥の橋が起点となる長良橋

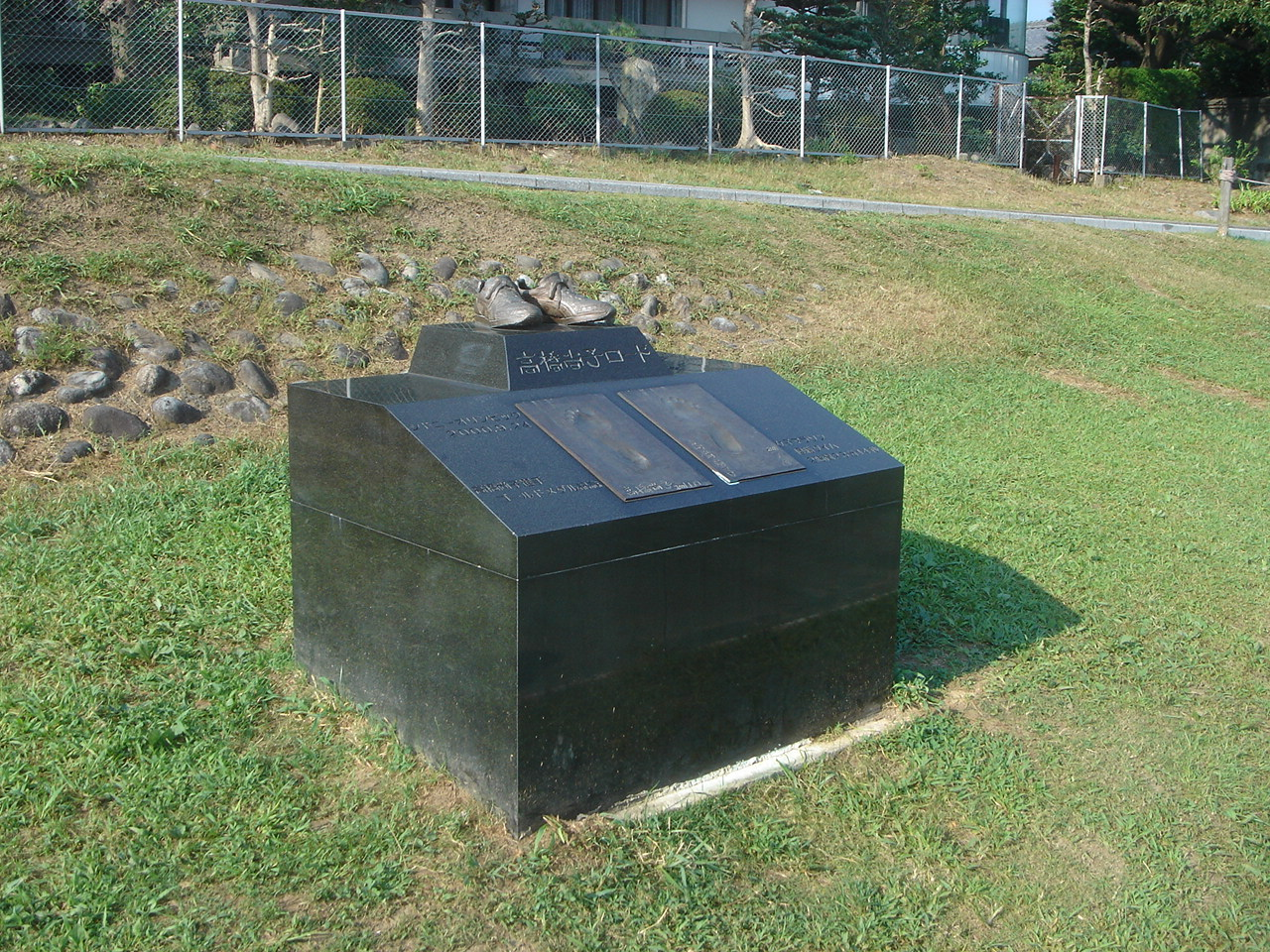
高橋尚子の靴と足型のモニュメント

高橋尚子ロード（たかはしなおこロード）は、岐阜県岐阜市にある、長良川公園を起点とする長良橋から忠節橋までの河川敷の往復5 kmのランニングコース。
岐阜市が管理。2001年6月3日に「走り初め」が行われ、普段は市民のジョギングや犬の散歩など自由に使用可能。休日にはマラソンやインラインスケートの大会によく利用されている。コースのスタート地点である長良川公園にはシドニーオリンピックのマラソン女子金メダリストである高橋尚子の靴と足型のモニュメントが設置されている。

## 所在地
- 岐阜県岐阜市長良川右岸：50.2〜52.4 km。

## アクセス
- 東海北陸自動車道岐阜各務原ICより車で約25分。

## 名前の由来
高橋が2000年のシドニー五輪マラソン女子で、日本の女子陸上史上初の金メダル獲得したことを称え、高橋が在学した県立岐阜商業高等学校時代にトレーニングしたコースを岐阜市が約2700万円をかけて整備し命名された。整備では既存の道路を拡幅してカラー舗装を行ったり、高橋の足形やシューズのモニュメントが設置された。

## その他の高橋尚子関連ロード

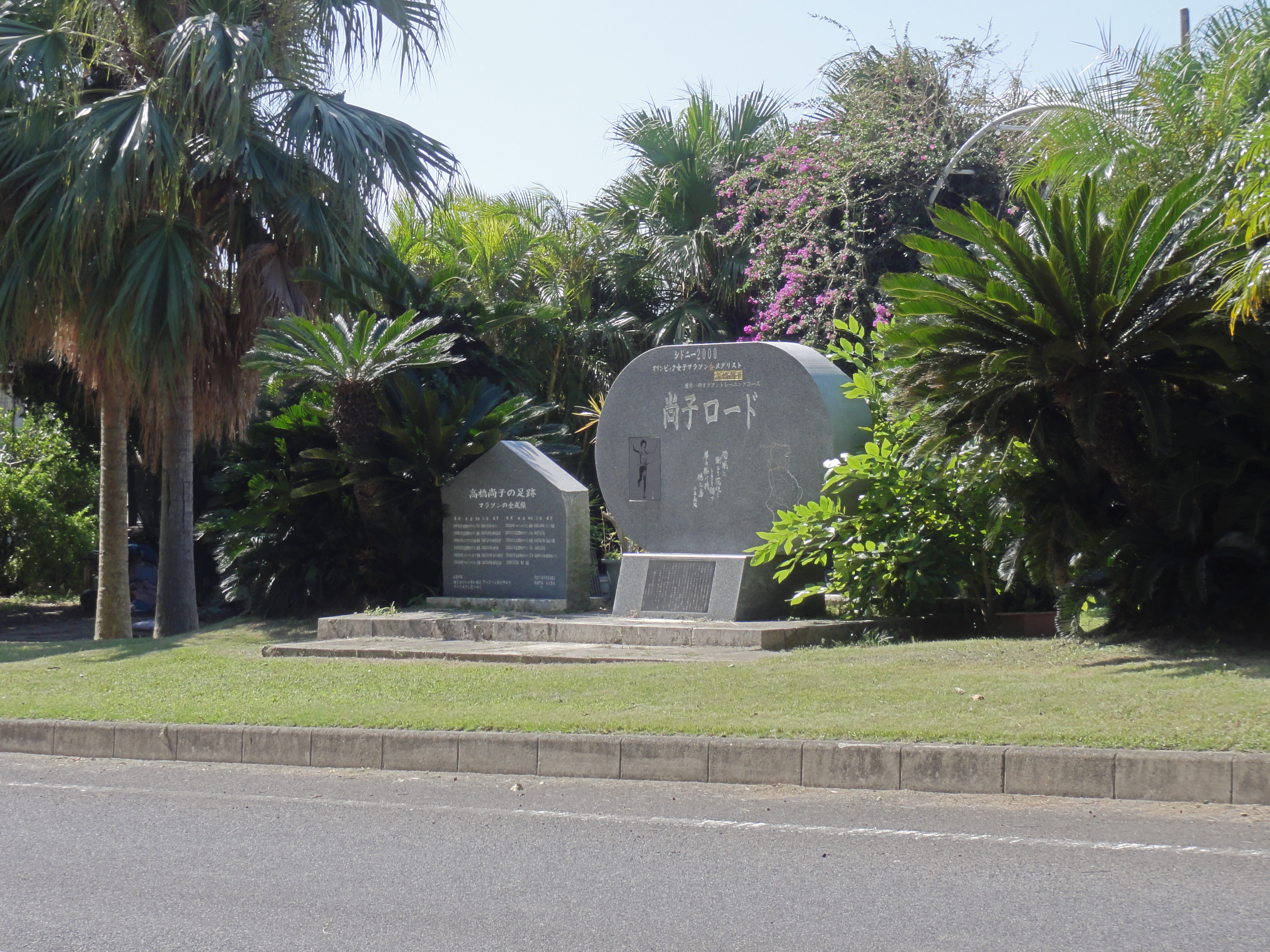
徳之島にある石碑

高橋尚子メモリアルロード（岩手県花巻市）
花巻市営日居城野陸上競技場を周回する2 kmのコース。2000年（平成12年）10月9日に、高橋を指導した小出義雄監督と親交があった花巻東高等学校の教頭（当時）を訪ねた際に、花巻市民とともに参加した市民マラソンで、高校に隣接する同陸上競技場を走ったことから名付けられた。

金メダルジョギングロード - 尚子コース（千葉県佐倉市）
シドニーオリンピック当時に高橋が在籍した積水化学陸上部がある佐倉市のジョギングコース。岩名運動公園陸上競技場を起点・終点とする往復10 kmのコース。

飛騨御嶽尚子ボルダーロード（岐阜県高山市） 
御嶽山の中腹を走る岐阜県道435号御岳山朝日線の側道に設けられた、標高約1800 m前後、8.9 kmのランニングコース。高橋の出身県である岐阜にちなんで「飛騨御嶽高原高地トレーニングエリア」内にあるトレーニングコースが名づけられたもので、2002年（平成14年）10月30日に命名した石碑もある。

尚子ロード（鹿児島県徳之島） 
2000年4月28日、高橋の強化合宿地だった徳之島の周回道路が「尚子ロード」と名付けられる。コースは島の北部で天城町と徳之島町にまたがる1周31 km。石碑には高橋尚子の戦績も刻まれている。

## イベント

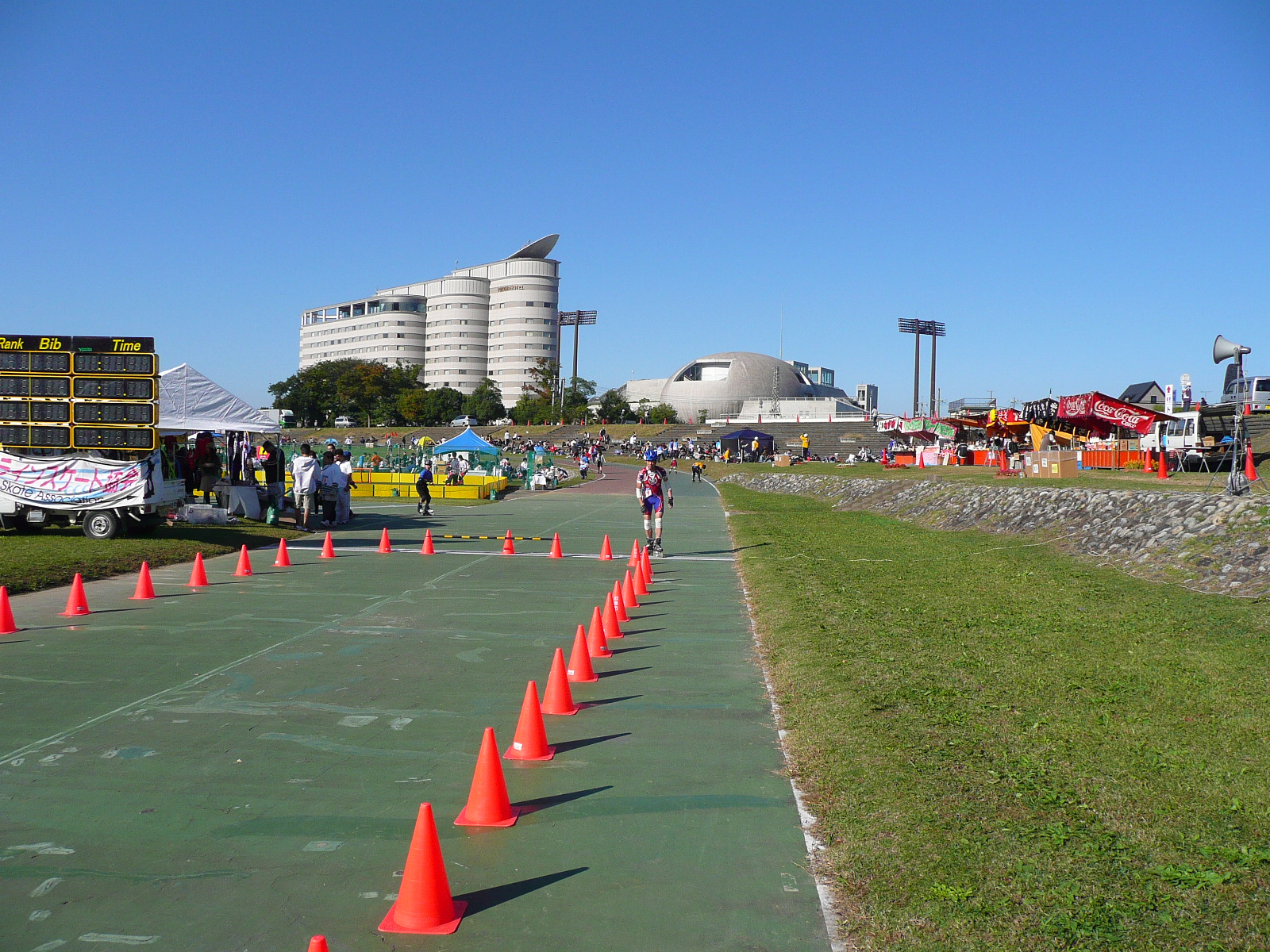
インラインスケート大会

マラソンやウォーキング大会のほか、2024年にはプロギング（ゴミ拾いをしながらのマラソン）が開催された。
- 毎年元旦：「ぎふ元旦マラソン大会」（主催：NPO法人ぎふ長良川走ろう会）
- 毎年3月：「ぎふ鵜飼マラソン・ウォーキング大会」（主催：NPO法人ぎふ長良川走ろう会）
- 毎年10月：「JAぎふ presents ぎふ長良川リレーマラソン[8]」（主催：中日新聞社　運営協力：ぎふ長良川走ろう会）